# 元俭 (梁王)
元俭（?—?），中国南北朝时代西魏皇子，西魏文帝元宝炬之子，母不详。
545年，元宝炬封他为梁王、是属于柱国大将军之下的大将軍。